# Martinho da Costa Lopes
Dom Martinho da Costa Lopes (Laleia, concelho de Manatuto, Timor português, 11 de novembro de 1918 — Lisboa, Hospital de Egas Moniz, 27 de fevereiro de 1991) foi um defensor intransigente do povo de Timor-Leste. Na entrevista que ele deu a António Cadavez do Diário de Notícias, em 3 de julho de 1983, respondeu: "foi a minha missão defender este povo pobre, marginalizado e sofredor".

## Biografia
Frequentou durante os anos de 1935 a 1938 o Seminário Menor de Nossa Senhora de Fátima, em Soibada, matriculando-se nas aulas de Latim, Português, Francês e História Universal. Em 5 de janeiro de 1939 parte para Macau a fim de prosseguir os seus estudos no Seminário de S. José, de Macau, aonde chegou a 24 do mesmo mês. Terminado o curso preparatório e humanístico, ingressa no Seminário Maior.
Em 1941 cursou Filosofia I, Ciências Físico-Químicas e Matemática, ficando aprovado com dezassete (17), dezasseis (16) e dezassete (17) valores, respetivamente. Em 1942 frequentou Filosofia II, Inglês e Ciências - História Natural - tendo sido aprovado nas duas primeiras com dezoito (18) e na última com dezassete (17). Em 1943, iniciou o curso teológico: Dogma I, Direito Canónico, Liturgia e Canto Gregoriano, tendo ficado aprovado nas duas primeiras cadeiras com dezassete (17) e nas restantes com dezasseis (16) valores. Em 1944 tirou a Dogma II, Moral I e a Sagrada Escritura, tendo sido aprovado em todas as cadeiras que frequentou com dezoito (18) valores. Em 1945, Dogma III, Moral II e Direito Canóníco II, ficando aprovado nas três primeiras com dezoito (18) e na última com dezasseis(16) valores. Em 1946, finalmente, conclui o Dogma IV, Moral III e História Eclesiástica, tendo ficado aprovado, respetivamente, com dezasseis (16), dezanove (19) e dezassete (17) valores.
Findo o curso teológico, regressou a Timor português em 1 de setembro de 1946, estagiando como Professor no Colégio de S. Francisco Xavier e no Colégio-Liceu Dr. Francisco Machado.
Ordenado Presbítero em 18 de abril de 1948, partiu para a Missão de Bobonaro, daqui seguindo para a Maliana, onde organização e estruturou o regime de internato do Colégio de Maliana.
Tomou conta das cristandades da Maliana, Cailaco, Atabase, Batugadé e Balibó.
Em setembro de 1951, transferido para Díli e colocado no Seminário Menor de Nossa Senhora de Fátima, em Daré, como Professor, Ecónomo e Prefeito de Disciplina.
Em 31 de janeiro de 1954, exonerado de cargo de Professor e Ecônomo do Seminário e nomeado, interinamente, Procurador, em Díli, das Missões e Missionários da Diocese.
Em 27 de maio de 1954 é exonerado do cargo do Procurador das Missões e Missionários da Diocese e nomeado Vigário Cooperador da Missão de Baucau.
Em 10 de setembro de 1955, exonerado do cargo de Vigário Cooperador da Missão de Baucau e nomeado, de novo, Professor do Seminário de Nossa Senhora de Fátima de Daré, lecionando várias disciplinas, nomeadamente, as de Latim III e IV, fundando e orientado a revista, em latim, intitulada Avete Juvenes! (Todos saúdam os jovens!).
Em 4 de novembro de 1957, foi eleito Deputado por Timor, tendo tomando parte no dia 25 do mesmo mês na VII legislatura da Assembleia Nacional. Teve um trabalho parlamentar extremamente alto. Entretanto, o governador Filipe Themudo Barata, que esteve entre 1959 a 1963, foi-se avistar com o Bispo de Díli, "D. Jaime diz-me que a não concede". Tendo regressado a Timor português findo o mandato, foi nomeado Superior da Missão de Suai, em 26 de agosto de 1961.
Em 14 de agosto de 1963, foi exonerado do cargo de Superior da Suai e nomeado diretor do Colégio "Bispo Medeiros".
De 1964 a 1968 fazia parte parte do Conselho de Governo e era membro eleito do Conselho Legislativo de Timor português.
Em 3 de julho de 1965 é exonerado do cargo do Colégio "Bispo Medeiros" e nomeado, pouco depois, Superior da Missão de Liquiçá.
Em 17 de janeiro de 1969 é exonerado do cargo de Superior da Missão de Liquiçá e nomeado Superior da Missão de Ossu e diretor do Colégio masculino de Santa Teresinha da mesma Missão.

## Formação académica e eclesiástica
Foi nomeado Chanceler e Procurador Geral da Diocese de Díli, em 15 de agosto de 1972. Cerca de dois meses depois, tornou-se o diretor do jornal diocesano a Seara. Mas no ano seguinte, no dia 28 de março de 1973 o Seara foi encerrada, por uma decisão do Bispo de Díli, D. José Joaquim Ribeiro "por conveniências, mandamos que seja suspensas, temporariamente a publicação do Seara e que seja avisados deste fato os seus leitores".
Em 3 de outubro de 1975 foi nomeado Vigário-Geral da Diocese de Díli, sendo o Bispo de Díli, D. José Joaquim Ribeiro, num período de grande volatilidade política. Quando as tropas indonésias desembarcaram em Díli, no dia 7 de dezembro de 1975, a igreja vai tornar-se no grande defensor do povo timorense.
Quando mais tarde, perturbado pelos assassinatos em massa dos timorenses, o Bispo de Díli, D. José Joaquim Ribeiro pediu o seu afastamento em maio de 1977. Mas teve que esperar até 22 de outubro de 1977, quando lhe foi dada a sua resignação.

## Administrador Apostólico de Díli
A sua posição foi ocupada por D. Martinho da Costa Lopes, que tinha sido o número dois proposto pelo Bispo de Díli, D. José Joaquim Ribeiro, no dia 23 de outubro de 1977, que aos 58 anos de idade se tornou Administrador Apostólico da Diocese de Díli com dignidade episcopal, o que significa que ele exercia funções de bispo, mas sem ter sido consagrado bispo (não recebeu a ordenação episcopal), respondendo diretamente perante o Papa João Paulo II. Na opinião dos padres João Felgueiras, S.J., e José Alves Martins, S.J.: "Mons. Martinho da Costa Lopes vivia profundamente o drama da situação do povo, de que se inteirava quando visitava as várias regiões de Timor, constatando a situação de prisioneiros em que vivia a população". Todavia, "afastado de radicalismo, em muitos aspetos D. Martinho um conservador da velha guarda. Como o seu antigo chefe, o bispo Ribeiro, estava preparado para aceitar os Indonésios caso estes tivessem revelado um comportamento decente".
Em junho de 1981, o Administrador Apostólico foi diretamente ao presidente indonésio, Suharto, em Jacarta, e apresentou três exigências para uma investigação sobre o caso de Timor-Leste. Primeiro, os fundos do governo central da indonésia não estava sendo recebido pelo povo de Timor-Leste. Uma fonte anónima sugeriu que até 90% da dotação inicial desaparece. Segundo, algumas infiltrações de grupos radicais e disruptivas na TNI de Timor-Leste que não têm interesse do povo no coração. Terceiro, a situação de Timor-Leste pode ser considerado um genocídio sistemático do povo timorense pelo exército. A partir desta data, começou a perseguição do D. Martinho da Costa Lopes. No mês seguinte, o Núncio Apostólico em Jacarta, Pablo Puente Buces, foi a Timor-Leste e parecia que ele estava ao lado das Forças Armadas da Indonésia, rejeitando o que Mons. Martinho da Costa Lopes tinha para dizer.
Em agosto de 1981, o ministro indonésio da Defesa e Segurança, general Mohammad Jusuf, mais os generais Ali Murtopo e o Dading Kalbuadi, convocaram o monsenhor D. Martinho da Costa Lopes para ir ao Aeroporto Internacional de Baucau. Durante a conversa que mantiveram, o ministro acusou de que ele "andava a acusar os militares de massacrar o povo de Timor-Leste, é verdade?". A resposta foi sim.      
Mas a suas denúncias não se ficaram por aqui. D. Martinho da Costa Lopes, no dia 13 de outubro de 1982, ele proferiu uma homilia junto ao monumento consagrado a Virgem e perante uma numerosa assistência de 12 a 15 mil pessoas, julgou que: "oportuno denunciar, pela primeira vez, a morte, relativamente recente, ocorrida em setembro de 1981, de 500 timorenses que, apenas rendidos, foram cruelmente trucidados na cerca de Santo Antônio de Lacluta, de mulheres grávidas deventravas, cujos bebés nascituros 'eram' arrancados com violência, do útero materno, foram esborrachados contra as rochas e, finalmente, dos que forçados a integrar-se em operações militares, sem armas, sem comida, sem assistência médica e sem transportes, morreram na berma das estadas estradas, a fome, ao abandono e a ralante..."          
procissão em honra de N.ª Sr.ª  de Fátima, em Díli, exigiu das autoridades indonésias o respeito dos direitos humanos dos timorenses. Ele narra os acontecimentos relacionados com 500 timorenses que haviam sido mortos e denunciou vigorosamente os crimes do ocupante indonésio, sendo nesse mesmo dia interpelado pela INTEL. Após o encontro com as forças de ocupação da indonésia, vai culminar no seu afastamento de Administrador da Diocese de Díli.
No dia 19 de novembro de 1981, é recebido pelo presidente da Indonésia, Suharto, e também é recebido pela Conferência Episcopal da Indonésia e denuncia as atrocidades das Forças Armadas da Indonésia.
No dia 2 de maio de 1983, um grupo de católicos de Timor-Leste enviou ao cardeal Agostino Casaroli, secretário de Estado da Santa Sé, em que propunha "que, se não fosse os condicionalismos e implicações criadas por esta guerra interminável, atrever-se-iam mesmo a solicitar a escolha e nomeação do Monsenhor D. Martinho da Costa Lopes para Bispo residencial da sua Diocese". Finalmente, foi demitido a 12 de maio de 1983.

## Administrador Apostólico emérito
Deixou Timor-Leste a 17 de maio de 1983 e rumou a Roma, onde teve uma reunião com o Papa João Paulo II, o Secretário de Estado da Santa Sé, o cardeal Agostino Casaroli, e o cardeal brasileiro-italiano Agnelo Rossi, que era Prefeito da Congregação para a Evangelização dos Povos. Aliás sobre o último, "foi aconselhado pelo prefeito da Congregação dos Povos, o cardeal brasileiro Agnelo Rossi, a apresentar a sua resignação".
Depois foi para Portugal, tendo criticado publicamente a brutalidade da ocupação Indonésia. Como o disse Carlos Filipe Ximenes Belo, "em substituição do popular Mons. Martinho da Costa Lopes que, após condenar as atrocidades cometidas pelos Indonésios, é instigado pelo Vaticano a demitir-se na sequência da pressão do regime militar".
A decisão do Estado da Santa Sé foi forçá-lo a sair, e foi tomada sobre as chefias do clero timorense, muitos dos quais escreveu se opunham. D. Martinho da Costa Lopes pagou pelas críticas que teceu sobre as ações indonésias no seu país.
Chegou a Lisboa, no dia 11 de junho. Pouco tempo depois dá uma entrevista ao António Cadavez do Diário de Notícias, em 3 de julho de 1983, em que este perguntou: "sei que o Mons. Martinho defendeu o seu povo das agressões indonésias...", ao qual ele respondeu: "na medida do possível. Timor é um povo marginalizado, um povo que sofreu muitíssimo. Não podia ficar silencioso perante a violação dos direitos humanos".
Durante os anos que esteve em Portugal foi um incansável promotor nacional e internacional da causa timorense e o papel que a Igreja timorense jogava neste xadrez complicado, entre a hierarquia do Estado da Santa Sé, o povo timorense e o governo português.    
Finalmente, morreu em Lisboa, "só e abandonado", no Hospital de Egas Moniz, no dia 27 de fevereiro de 1991. Acabou por ser enterrado no Cemitério Paróquial da Freguesia de Carnaxide.
A 7 de novembro de 1991, foi agraciado, a título póstumo, com o grau de Grã-Cruz da Ordem do Mérito.

## A reabilitação
Há quase três anos que a família do antigo Administrador Apostólico de Díli, juntamente com um grupo de jovens, têm pedido ao governo timorense para levar o seu corpo para Timor-Leste, mas o processo tem sido muito lento. No entanto, chegou um sinal positivo, no dia 7 de maio de 2014.
O Bispo de Díli, D. Alberto Ricardo da Silva; o Bispo de Baucau, D. Basílio do Nascimento; e o Bispo de Maliana, D. Norberto do Amaral, reuniram-se esta 8 de maio de 2014, com o Presidente da República, Taur Matan Ruak, e o Primeiro-Ministro, Xanana Gusmão, no escritório presidencial para falarem sobre a trasladação.
A decisão final ainda não está clara. Mas, de acordo com o plano da igreja, D. Martinho da Costa Lopes, seria enterrado na zona histórica da Igreja de Motael, em Díli. Eugénio Lopes, porta-voz do grupo de jovens e da família, disse que o seu grupo ficou muito feliz ao ouvir a informação sobre a vontade da Igreja e do Estado de trazerem o corpo do Bispo histórico da nação à sua terra mãe. "Estamos pedindo ao Governo e à Igreja desde 2011, para trazer o corpo para Timor-Leste, porque ele é um dos grandes heróis da nossa história", disse Eugénio Lopes.
No dia 11 de novembro de 2018 é comemorado o centenário do nascimento do Monsenhor Martinho da Costa Lopes em Laleia e em Lisboa.  

## Literatura
- Rowena Lennox (2001), Fighting Spirit of East Timor: The Life of Martinho da Costa Lopes, Annandale, NSW, Australia, Pluto Press; London and New York, Zed Books, ISBN 1-85649-833-6.
- Dom Carlos Filipe Ximenes Belo (2016), História da Igreja em Timor-Leste: 450 de Evangelização, 2.º volume, 1940-2012, Porto, Fundação Eng. António de Almeida.
- João Felgueiras, S.J., e José Alves Martins, S.J., (2000), Nossas Memórias de Vida em Timor, 2.ª edição, Braga, Editorial Apostolado da Oração.
- José Alves Martins, S.J., (2014), Da Cruz ao Sol Nascente: Experiência de um jesuíta em Timor-Leste de 1974 a 2012, Braga, Editorial Apostolado da Oração.